# Harmannus Scholtens
Harmannus Scholtens (Oude Pekela, 13 februari 1895 - Groningen, 30 januari 1960), onderwijzer en burgemeester.

## Biografie
Scholtens was een zoon van de kleermaker Harmannus Scholtens en Martje van der Veen. Hij was gehuwd met Bertha Doewina Pals, dochter van de bakker Doewe Pals en Rikstina Rika Haikens uit Finsterwolde.
Scholtens werd op 10 september 1915 benoemd tot onderwijzer in Finsterwolde. Op 23 februari 1917 werd hij als zodanig benoemd aan de toenmalige, nieuwe openbare lagere Oosterschool te Oude Pekela. In 1927 werd hij gekozen tot voorzitter van de pas opgerichte voetbalclub WIK (Willen is Kunnen) in zijn woonplaats. In de jaren 30 en 40 was hij regisseur van de toneelvereniging Heijermans aldaar.
Hij zat voor de SDAP in de gemeenteraad van deze gemeente. Verder was hij lid van het gewestelijk partijbestuur van deze partij. Hij werd direct na de bevrijding in 1945, op 23 mei van dat jaar, door het Militair Gezag in de provincie Groningen aangewezen als burgemeester van Oude Pekela. In de Tweede Wereldoorlog zat hij in de staf van de Ordedienst in zijn woonplaats. Bij Koninklijk Besluit van 1 december 1945 werd hij benoemd tot burgemeester van Oude Pekela. Op 18 december 1945 werd hij als zodanig geïnstalleerd. Hij heeft dat ambt bekleed tot 1 oktober 1951.
Scholtens was verder lid van het Nutsdepartement in zijn woonplaats en voorzitter van de vereniging Kinderzorg. Hij schreef in 1923 een toneelstuk voor de toneelvereniging Heijermans, genaamd "Mijn drie jongens". Hij was toen artistiek leider van Heijermans. Hij was in 1949 de tekstschrijver van het lied De Kiepkerel. In 1952 werd een door Scholtens geschreven hoorspel, genaamd "Mit snikke noar stad" door de RONO uitgezonden. In 1955 verscheen bij het toenmalig uitgeversbedrijf Van der Veen te Winschoten het door hem geschreven boek "Batje. Belevenizzen van een olle vrijgezel oet de Pekel".
Scholtens schreef onder het pseudoniem van Herman van der Veer.
Hij overleed in 1960 in zijn woonplaats Groningen. Zijn huwelijk bleef kinderloos.
- International Standard Name Identifier: 0000 0004 5377 2522
- Nederlandse Thesaurus van Auteursnamen: 395544475
- Virtual International Authority File: 101144648446501299428
- WorldCat: E39PBJmP6J4QJgbQhCy84QBHG3